# Daniel Skaaning
Daniel Skaaning (født 22. juni 1993) er en dansk svømmer fra svømmeklubben Swim Team Taastrup og VAT Copenhagen. Ved europæiske juniormesterskaber på langbane i juli 2011 i Beograd vandt han sølv i 200m fri i tiden 1.49.56. Året før, 2010, vandt han bronze i samme disciplin i Helsinki. I 2012 deltog han i Sommer-OL 2012 i London i mændenes 4x200 meter fri. De blev nummer 13.
Ved ungdoms-OL i 2009 i Tampere på langbane vandt han bronze i 50m fri og 4 x 100m holdmedley.